# Ryszard Kunze
Ryszard Władysław Kunze (Wejherowo, 12 de diciembre de 1939) es un deportista polaco que compitió en esgrima, especialista en la modalidad de florete. Ganó una medalla de plata en el Campeonato Mundial de Esgrima de 1965 en la prueba por equipos.

## Palmarés internacional
| Campeonato Mundial | Campeonato Mundial | Campeonato Mundial | Campeonato Mundial  |
| Año                | Lugar              | Medalla            | Prueba              |
| ------------------ | ------------------ | ------------------ | ------------------- |
| 1965               | París (Francia)    | Medalla de plata   | Florete por equipos |